# هانز فورلير
كان هانز فورلر (5 يونيو 1904 - 29 يونيو 1975) سياسيًا ألمانيًا مسيحيًا ديمقراطيًا. كان رئيسًا للبرلمان الأوروبي من عام 1956 إلى عام 1958 ومن عام 1960 إلى عام 1962.
ولد فورلر في لار في منطقة بادن من الغابة السوداء. بعد تخرجه من مدرسة لار لقواعد اللغة، درس فورلر القانون في فرايبورغ في بريسغاو وبرلين وهايدلبرغ. في عام 1925 اجتاز أول امتحان حكومي له وفي عام 1928 حصل على الدكتوراه بأطروحة حول «إجراءات الطوارئ التي تتخذها الشرطة والتزام الدولة بالتعويض». توفي فورلر في 29 يونيو 1975 في آشيرن.

## دراسته
في ديسمبر 1928 اجتاز امتحان المقيم وعمل لأول مرة كمحامي في بفورتسهايم. منذ عام 1930 حاضر أيضًا في قانون براءات الاختراع.
في عام 1932 حصل على التأهيل في جامعة كارلسروه التقنية. في عام 1940، عينته الجامعة أستاذاً استثنائياً للملكية الصناعية وحقوق التأليف والنشر.
من عام 1945 إلى عام 1948 عمل كمحامي لمصنع ورق مملوك لأصهاره. في عام 1948 افتتح مكتب محاماة جديد في فرايبورغ.
بعد عام 1950 حاضر في جامعة ألبرت لودفيغ في فرايبورغ.

## السياسة الألمانية
في عام 1952، انضم فورلر إلى الاتحاد المسيحي الديمقراطي وسرعان ما تم انتخابه رئيسًا للمجلس الاقتصادي لفرع الحزب في بادن.
كان فورلر عضوًا في البوندستاغ من عام 1953 حتى عام 1972، ممثلاً لدائرة أوفنبرج. حتى عام 1957، كان نائب رئيس لجنة الملكية الصناعية وحق المؤلف، وفي عام 1957 كان رئيسًا لفترة وجيزة للجنة الخاصة «السوق المشتركة / يوراتوم» . من 1959 إلى 1960 كان رئيس لجنة الشؤون الخارجية .

## السياسة الأوروبية
من 1955 إلى 1973، كان أيضًا عضوًا في السلف الأولللبرلمان الأوروبي، أولاً في الجمعية المشتركة للمجموعة الأوروبية للفحم والصلب (1955-1958) ثم في الجمعية البرلمانية الأوروبية للجماعات الأوروبية (1958-1973).). شغل منصب رئيس هذه الهيئات من 1956 إلى 1958 ومن 1960 إلى 1962 ومنصب نائب الرئيس من 1962 إلى 1973. من 1958 إلى 1966، كان رئيس المجلس الألماني للحركة الأوروبية.

## أعمال المختارة
- «قانون طوارئ الشرطة والتزام الدولة بالتعويض»، ديس.جور، هايدلبرغ 1928
- «برلمانات فوق الأمم. التنمية والظروف والآفاق في أوروبا»، في: «الرأي السياسي»، 1957، العدد 11، ص 17 - 28.
- «خطب ومقالات 1953-1957» (غير مؤرخ)
- في أوروبا الجديدة. الأحداث والتجارب في البرلمان الأوروبي  ، فرانكفورت / ماين 1963

## قراءات متعمقة
- هورست فرديناند وأدولف كوهلر. فور يوروبا. هانز فورليرس Lebensweg . بون 1977.
- كلوديا فيليب. "Hans Furler - Ein Europäer der ersten Stunde"، في: Die Osterweiterung der EU . شتوتجارت 2004.
- جورج لوتز وآخرون. Europa - eine Vision wird Wirklichkeit. هانز فورلر 1904-1975 . أوبيركيرش، 2004